# 孟加拉 (明尼蘇達州)
孟加拉（英語：Bengal）是位於美國明尼蘇達州聖路易斯縣的一個非建制地區。此地前名為鮑爾斯（Powers）。

## 地理
孟加拉所處的海拔為高於海平面412米（即1352英呎），而該地所採用的時區為UTC-6，即北美中部時區（CST）。同時該地設有夏令時間，為UTC-6調快一小時，即UTC-5（CDT）。